# 프린세스 오루크
《프린세스 오루크》(Princess O'Rourke)는 미국에서 제작된 노먼 크라스너 감독의 1943년 코미디, 멜로/로맨스 영화이다. 올리비아 드 하빌랜드 등이 주연으로 출연하였고 할 B. 월리스 등이 제작에 참여하였다.

## 출연

### 주연
- 올리비아 드 하빌랜드

### 조연
- 로버트 커밍스
- 찰스 코번
- 잭 칼슨
- 제인 와이먼
- 해리 대번포트
- 글래디스 쿠퍼
- 마이너 왓슨
- 낸 윈
- 커트 보이스
- 레이 월커

## 기타
- 의상: 오리 켈리